# Allergidiagnostik

Test på huden som ett led i allergidiagnostik.

Allergidiagnostik genomförs för att fastställa vilken typ av allergi som en person har, och vilka allergener personen har allergi mot. Allergidiagnostiken utförs olika beroende på typ av allergi.

## Allergidiagnostik vid luftvägsallergier
Till luftvägsallergier räknas allergisk rinit (påverkar nässlemhinnorna), allergisk konjunktivit (påverkar ögats bindhinnor) och allergisk astma (påverkar luftvägarna). Samma typ av allergi kan även förekomma vid urtikaria (nässelutslag).
Det är av yttersta vikt att ställa en korrekt diagnos för att kunna ge effektiv och optimal behandling. Rätt diagnos och tidig behandling av allergier kan också hjälpa till att hindra potentiellt allvarliga komplikationer att utvecklas – till exempel öroninfektion, bihåleinflammation och astma. Det är därför det är så viktigt med en korrekt allerigdiagnos baserad på allergitestning.

### Anamnes
En noggrann anamnes (sjukdomshistoria) är det första och ofta viktigaste steget i allergiutredningen. Läkaren ställer frågor om den aktuella sjukdomens förlopp och om hem- och arbetsmiljö liksom om patientens iakttagelser om samband mellan olika omgivningsfaktorer och symtom. I vissa fall räcker anamnesen för att ställa diagnosen men ofta fordras olika tester.

### Hudtester
Vid pricktest läggs en droppe allergenextrakt på huden. En ytlig punktering av hudens yttersta lager görs genom droppen med en pricktestlansett. Testresultaten avläses efter 15 minuter. Vid positiv reaktion får man en kvaddel (svullen upphöjning eller blåsliknande utslag) med omgivande rodnad. 

### Blodprovstester för IgE-antikroppar mot olika allergener
Med ett blodtest kan man testa för hundratals allergener, såsom gräs, träd, mögel, livsmedel och djur.  Vuxna och barn i alla åldrar kan allergitestas med blodprov och det är oftast mer skonsamt för små barn än pricktester. Till skillnad från pricktester kan testet även utföras oberoende av eventuella hudförändringar, medicinering, symtom och graviditet. Testet kan också utföras oberoende av årstid och pollensäsong.
Vid ett blodprov tar läkaren ett vanligt blodprov som sedan skickas till ett laboratorium för analys och resultaten kommer tillbaka några dagar senare. Testet är kvantitativt och mäter mängden allergiantikroppar (IgE) i blodet. Patienten utsätts inte för några allergen under testningen, därför finns heller ingen risk för en allergisk reaktion.
Det första i praktiken användbara blodprovstestet för IgE-förmedlad allergi var Radio Allergo Sorbent Test, vilket förkortades RAST. Ofta används fortfarande uttrycket RAST-test för att beteckna mätning av IgE-antikroppar i blodserum, även om metoden är modifierad och inte används längre. Pharmacia Diagnostics AB bytte 1989 ut RAST-testet mot en ny version, ImmunoCAP, som idag är det marknadsledande blodtestet för allergi.

### Bedömning av testresultat
Varken pricktest eller blodprovstest ger en helt säker diagnos. Det förekommer såväl falskt positiva som falskt negativa testresultat. Tillsammans med anamnes ger dock testresultaten i regel läkaren en god vägledning för allergidiagnosen.

### Provokationer
Det bästa beviset för att ett visst allergen har betydelse för en patients allergiska besvär är förstås att man kan utlösa symtomen genom att tillföra allergenet till det organ som ger symtom (ögon vid konjunktivit, näsa vid rinit, bronker vid astma osv.). Detta är vad man under kontrollerade former gör vid provokationstester. 

#### Nasal provokation
Man tillför allergen till nässlemhinnan. Positiva resultat avläses i form av nästäppa, rinnsnuva, nysningar och klåda. Näsmotståndet kan eventuellt också registreras.

#### Konjunktivaltest
Allergen droppas i det ena ögat, kontrollösning i det andra. Positiv reaktion innebär rodnad, klåda och tårflöde.

## Allergidiagnostik vid allergiskt kontakteksem
Vid kontakteksem har man en helt annan typ av allergi än den som finns vid till exempel astma, rinit och nässelutslag. Vid allergiskt kontakteksem används lapptest, även kallat epikutantest. Allergen appliceras på ryggen. Testet sitter kvar i 2 dygn och avläsning sker 3 och 7 dygn efter applikationen. Vid allergi mot en testsubstans, uppkommer ett litet eksem där allergenet suttit.